# Vantika Agrawal
Vantika Agrawal  est une joueuse d'échecs indienne née le 25 septembre 2002.
Au 1er mai 2023, elle est la troisième joueuse indienne et la 37e joueuse mondiale avec un classement Elo de 2 428 points.

## Biographie et carrière
Vantika Agrawal a remporté la médaille de bronze dans les championnats du monde des moins de 14 ans en 2016. En 2020, elle remporta la médaille d'or par équipe avec l'Inde lors de l'olympiade en ligne organisée par la Fédération internationale.
Elle a obtenu le titre de grand maître international féminin en 2021.
Elle marqua  6,5 points sur 11 et finit à la quatorzième place à l'open Grand Suisse FIDE féminin 2021 disputé à Riga en Lettonie.
Avec l'équipe d'Inde elle remporte l'Olympiade d'échecs de 2024 ; elle est également médaille d'or individuelle au 4e échiquier.